# Nancy
Nancy (germană Nanzig) este un oraș în nord-estul Franței, prefectura departamentului Meurthe-et-Moselle, în provincia istorică Lorena în regiunea Grand Est. Orașul este traversat de râul Meurthe și de un canal care unește fluviile Rin și Meuse. La 100 kilometri distanță de Germania, Belgia și Luxemburg, în mod natural, Nancy este un oraș deschis către Europa.

## Istorie

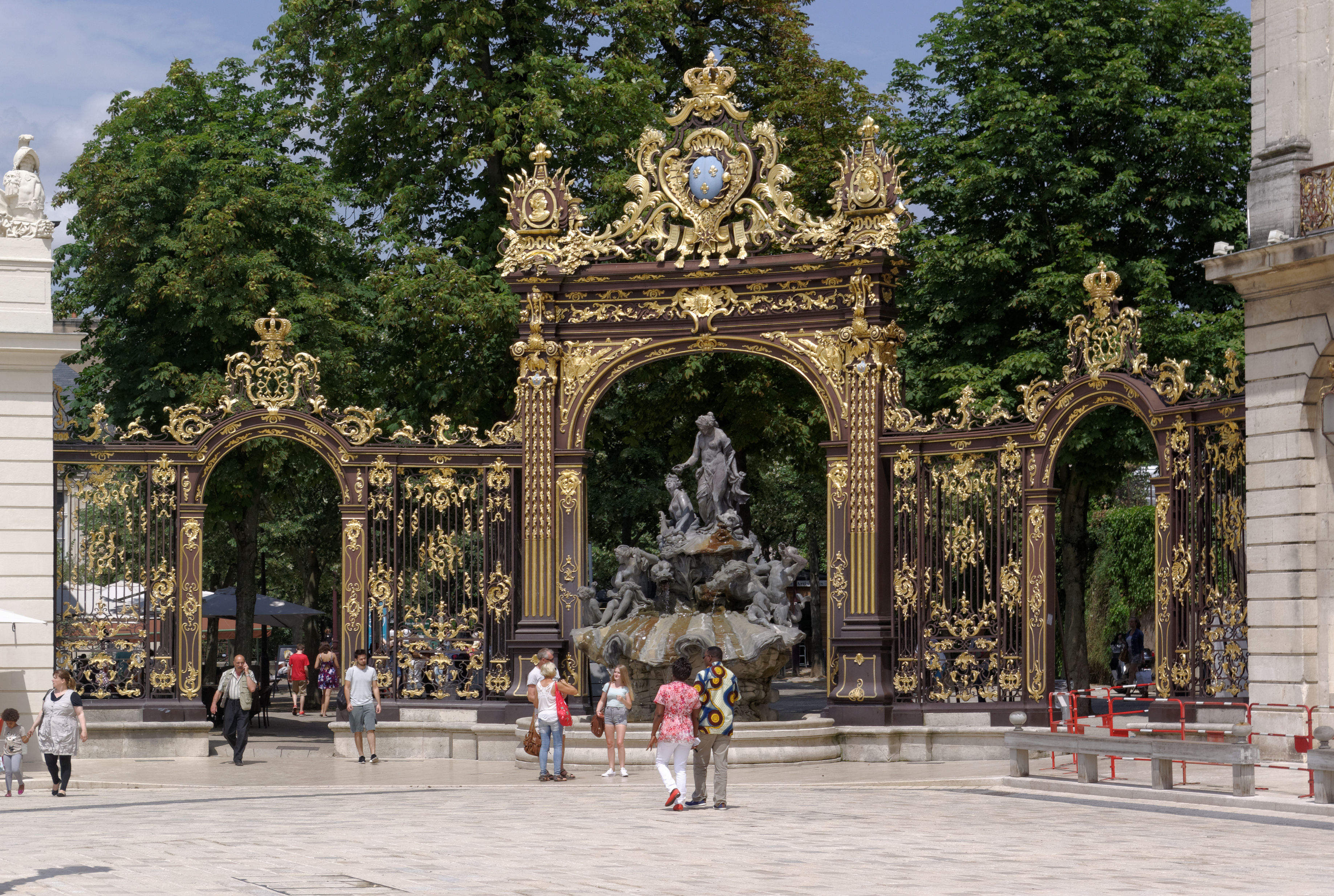
Nancy - Fântâna lui Neptun din Piața Stanislas

Istoria orașului Nancy este bogată; oraș ducal între secolele al XIII-lea si al XVIII-lea, capitala unui stat independent până în 1766, oraș de frontieră între 1871 și 1914, centru al curentului "Art Nouveau" la sfârșitul secolului al XIX-lea.
După ce Lorena a devenit parte a Germaniei între 1871 și 1918, orașul Nancy a rămas în partea franceză a regiunii. 
Nancy este centrul unei Comunității Urbane care numără 258.000 de locuitori și  regrupează 20 de comune.
Piețele „Stanislas”, „de la Carrière” și „d'Alliance” din Nancy au fost înscrise în anul 1983 pe lista patrimoniului cultural mondial UNESCO.

## Transporturi
Gara Lorraine TGV se află la jumătatea distanței dintre Nancy și Metz. Gara deservește amândouă orașele, care sunt astfel legate la magistrala europeană.

## Personalități
- Carol al III-lea (1543 - 1608), duce de Lorena;
- Henric al II-lea, Duce de Lorena (1563 - 1624), duce de Lorena;
- Cristina de Lorena (1565 - 1637), membră a Casei de Lorenaa;
- Francisc I (1708 - 1765), împărat al Sfântului Imperiu Roman;
- Joseph Gergonne (1771 - 1859), matematician;
- Émile Gallé (1846 - 1904), artist decorativ;
- Henri Poincaré (1854-1912), matematician;
- Henri Royer (1869 - 1938), pictor;
- Lucien Febvre, (1878-1956), istoric;
- Georges Sadoul (1904 - 1967), critic de film;
- Jean-Louis Schlesser, (n. 1948), pilot de Formula 1;
- Najoua Belyzel (n. 1981), cântăreață.

## Educație
- ICN Business School

## Demografie
| 1793   | 1800   | 1806   | 1821   | 1831   | 1836   | 1841   | 1846   | 1851   |
| ------ | ------ | ------ | ------ | ------ | ------ | ------ | ------ | ------ |
| 29 141 | 28 227 | 30 532 | 29 241 | 29 122 | 31 445 | 35 901 | 38 795 | 40 289 |

| 1856   | 1861   | 1866 | 1872   | 1876   | 1881   | 1886   | 1891   | 1896   |
| ------ | ------ | ---- | ------ | ------ | ------ | ------ | ------ | ------ |
| 48 199 | 49 305 | -    | 52 978 | 66 303 | 73 225 | 79 038 | 87 110 | 96 306 |

| 1901    | 1906    | 1911    | 1921    | 1926    | 1931    | 1936    | 1946    | 1954    |
| ------- | ------- | ------- | ------- | ------- | ------- | ------- | ------- | ------- |
| 102 559 | 110 570 | 119 949 | 113 226 | 114 491 | 120 578 | 121 301 | 113 477 | 124 797 |

| 1962                                                          | 1968    | 1975    | 1982   | 1990   | 1999    | 2006    | - | - |
| ------------------------------------------------------------- | ------- | ------- | ------ | ------ | ------- | ------- | - | - |
| 128 677                                                       | 123 428 | 107 902 | 96 317 | 99 351 | 103 605 | 105 468 | - | - |
| Număr reținut începănd cu 1962: Populaţia fără numărări duble |         |         |        |        |         |         |   |   |